# Muzeum Archeologiczne w Izmirze
Muzeum Archeologiczne w Izmirze – regionalne muzeum archeologiczne w Izmirze, wystawiane są artefakty archeologiczne znalezione w prowincji Izmir i jej okolicach.

## Historia muzeum
Muzeum zostało założone w 1924 roku w opuszczonym kościele św. Voukolosa w dzielnicy Basmane jako „Muzeum Antyczne Asar-ı” i zostało otwarte dla publiczności po trzech latach zbierania i kolekcjonowania dzieł. W 1931 roku, po wizycie prezydenta Turcji Atatürka, zostało przemianowane na „Muzeum Archeologiczne w Izmirze”. W 1951 roku zostało przeniesione do „Pawilonu Edukacji Narodowej” w Kültürpark, a w 1984 roku do nowo wybudowanego gmachu muzeum w parku Bahribaba w dzielnicy Konak w celu umożliwienia ekspozycji nowych artefaktów archeologicznych z Izmiru i okolicznych starożytnych miast.

## Zbiory muzeum
Podstawę zbiorów stanowi kolekcja artefaktów starożytnych cywilizacji obecnych w regionie. W lobby muzeum umieszczono mapę Turcji ze wskazaniem regionów i cywilizacji, z których pochodzą zbiory muzeum. Na piętrze muzeum wystawiono w porządku chronologicznym monety, biżuterię oraz wyroby z ceramiki i szkła oraz zrekonstruowano grobowiec z III tysiąclecia p.n.e. wraz z darami pogrzebowymi. Na parterze natomiast wyeksponowano rzeźby i stele.

## Galeria

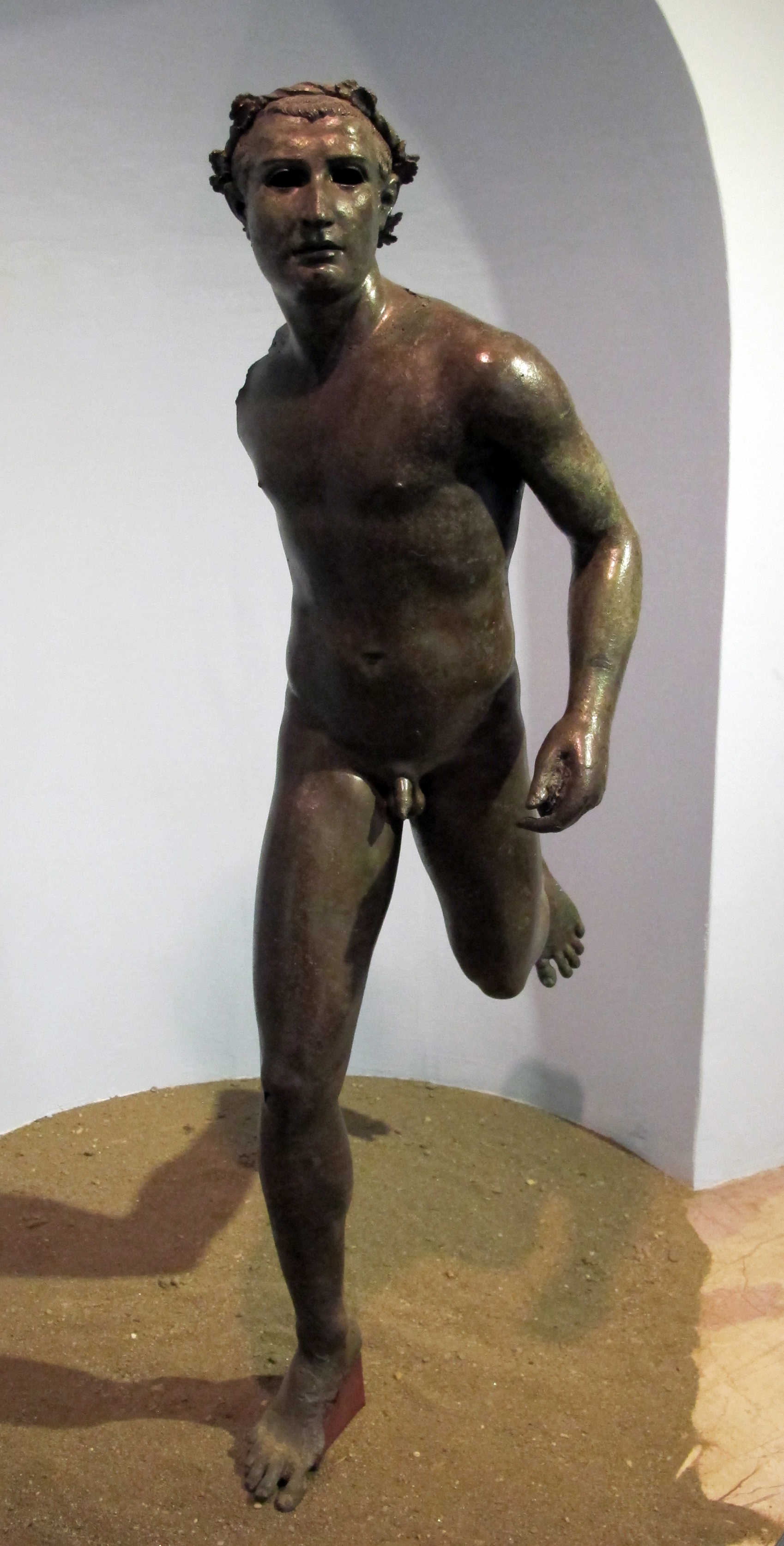
Grecka rzeźba biegacza z I wieku p.n.e.
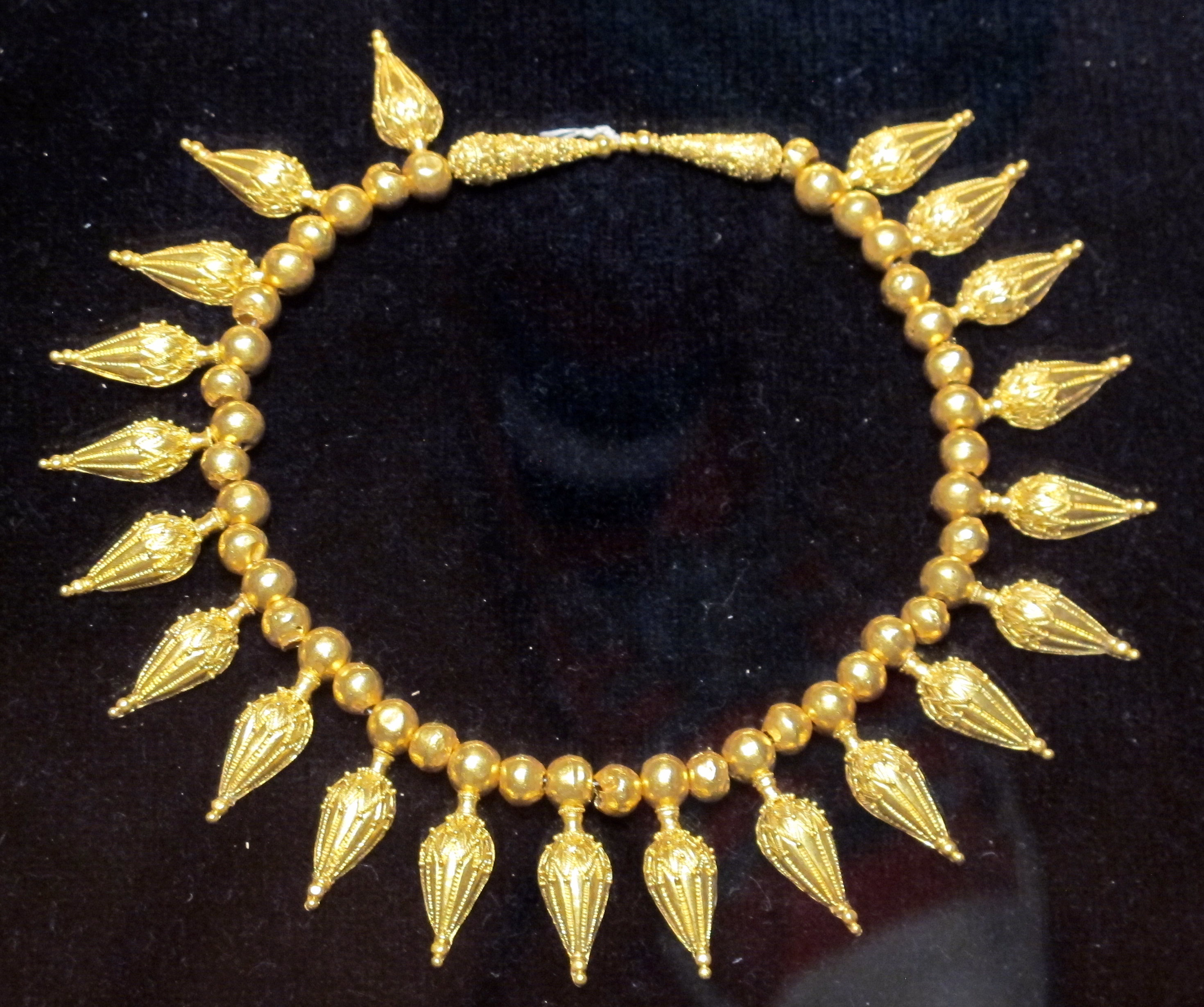
Grecka biżuteria z V wieku p.n.e.
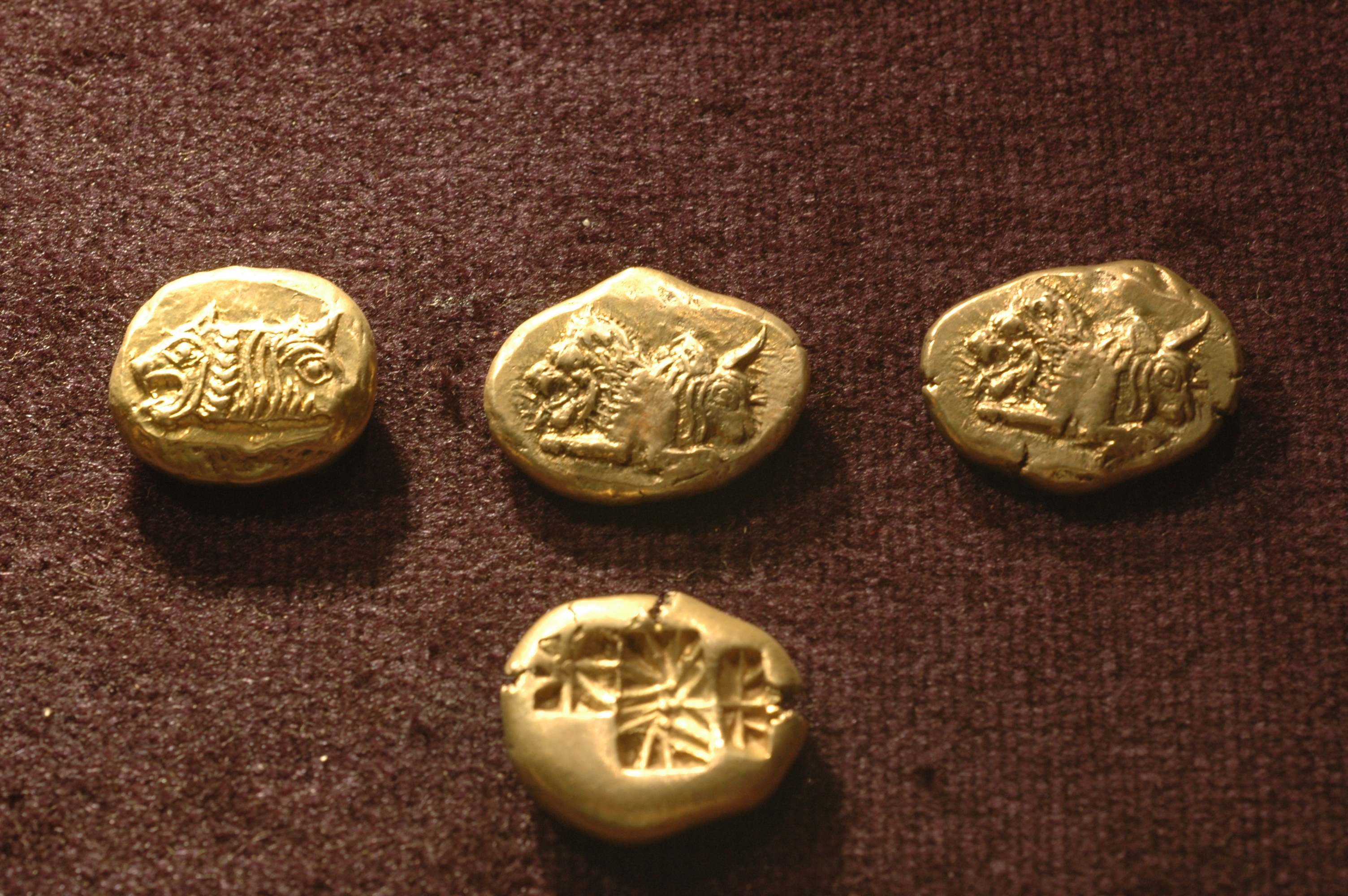
Greckie monety
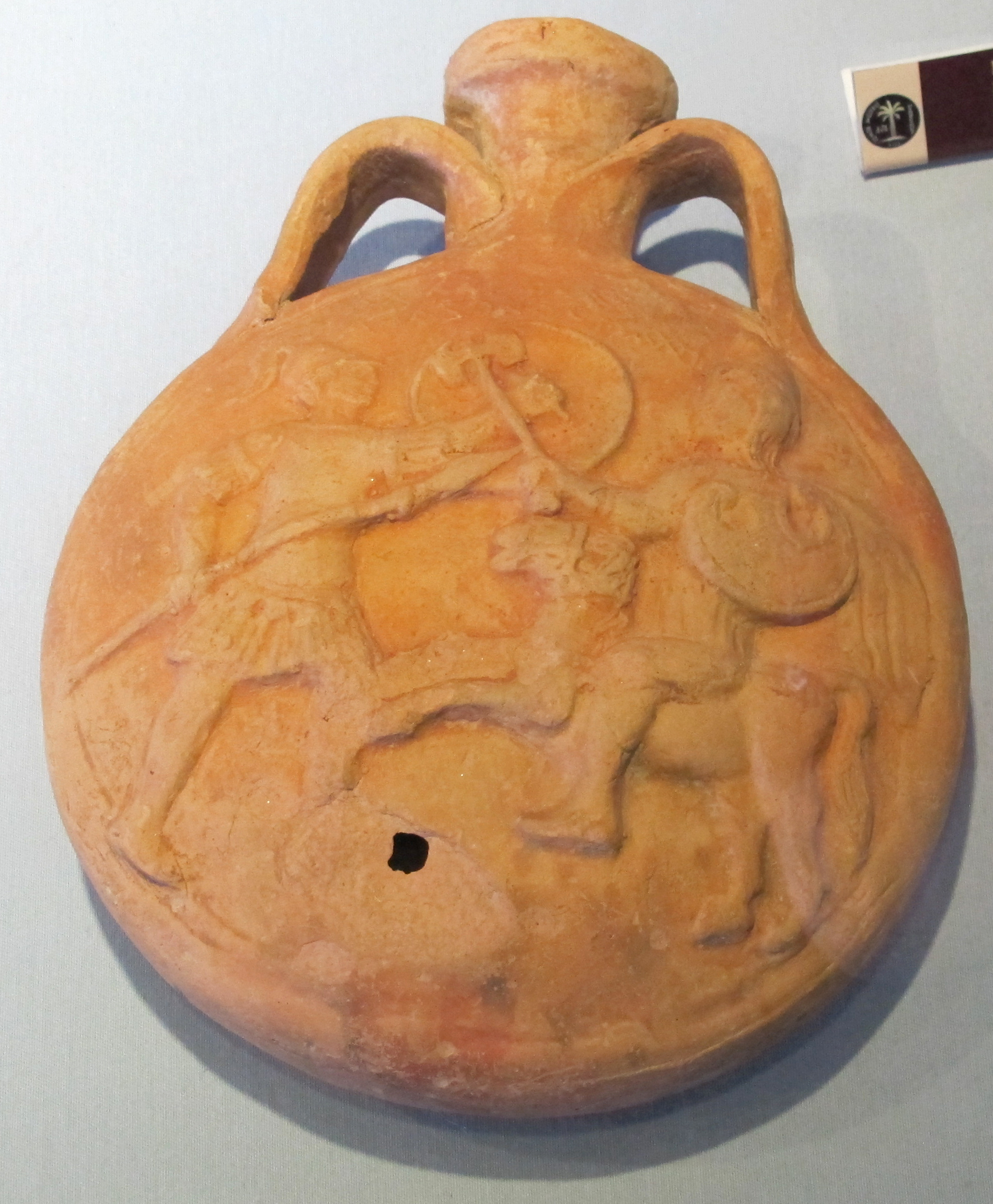
Rzymska terakota
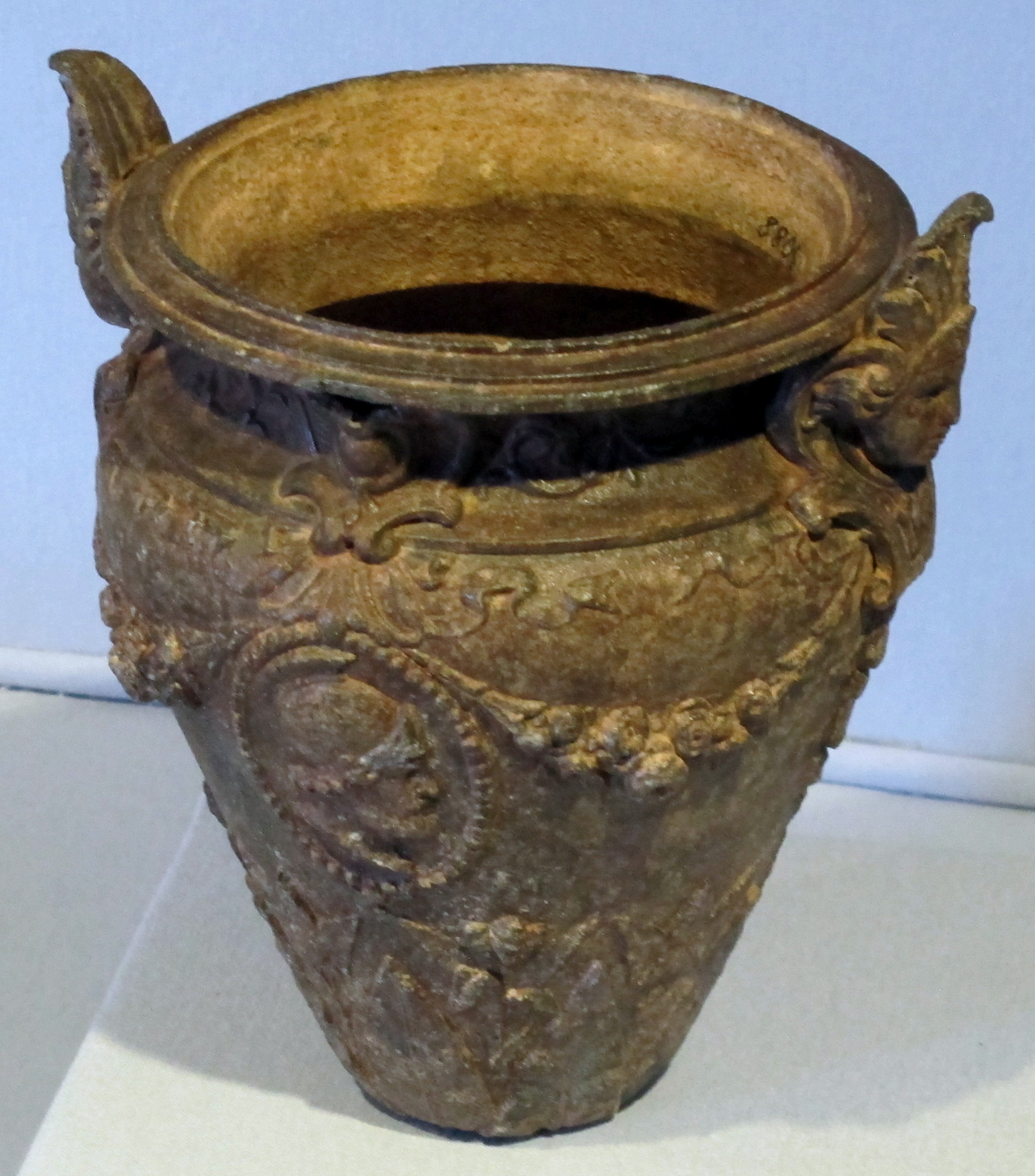
Rzymska waza z brązu
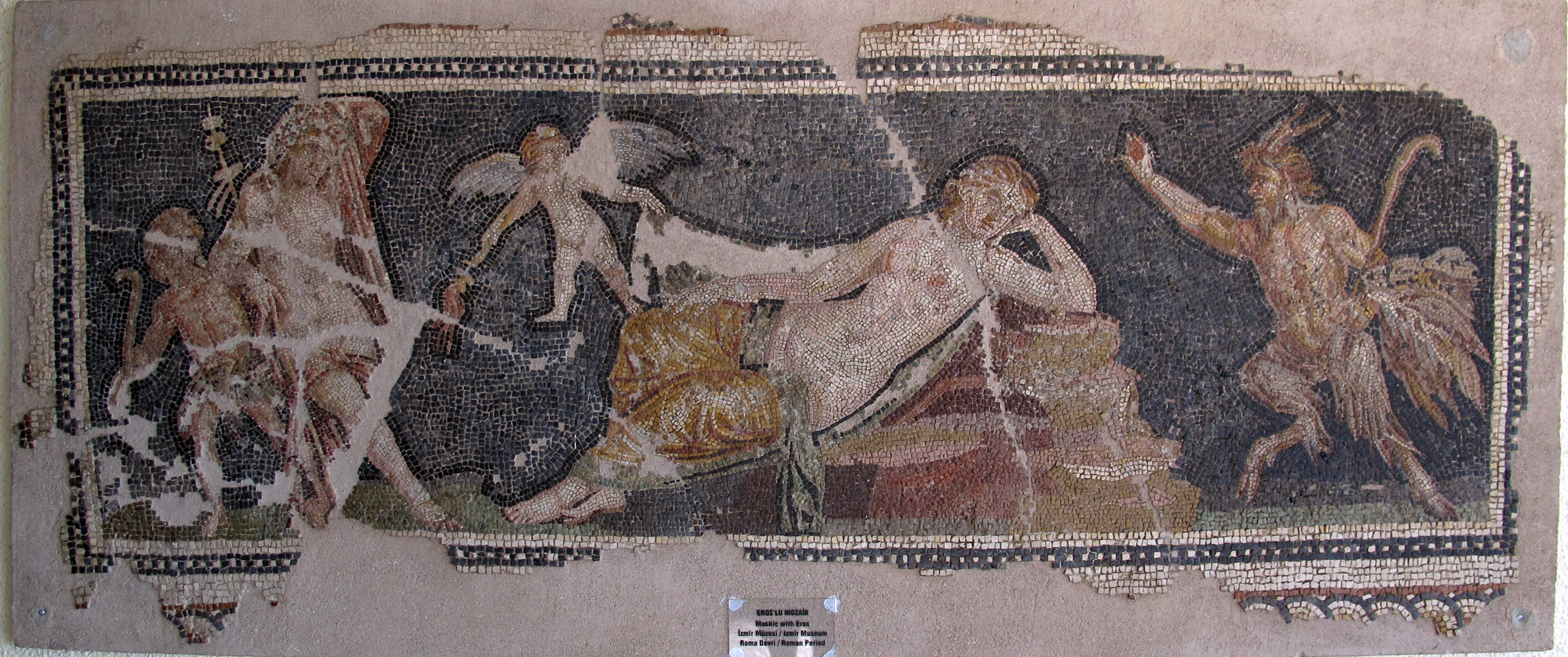
Rzymska mozaika
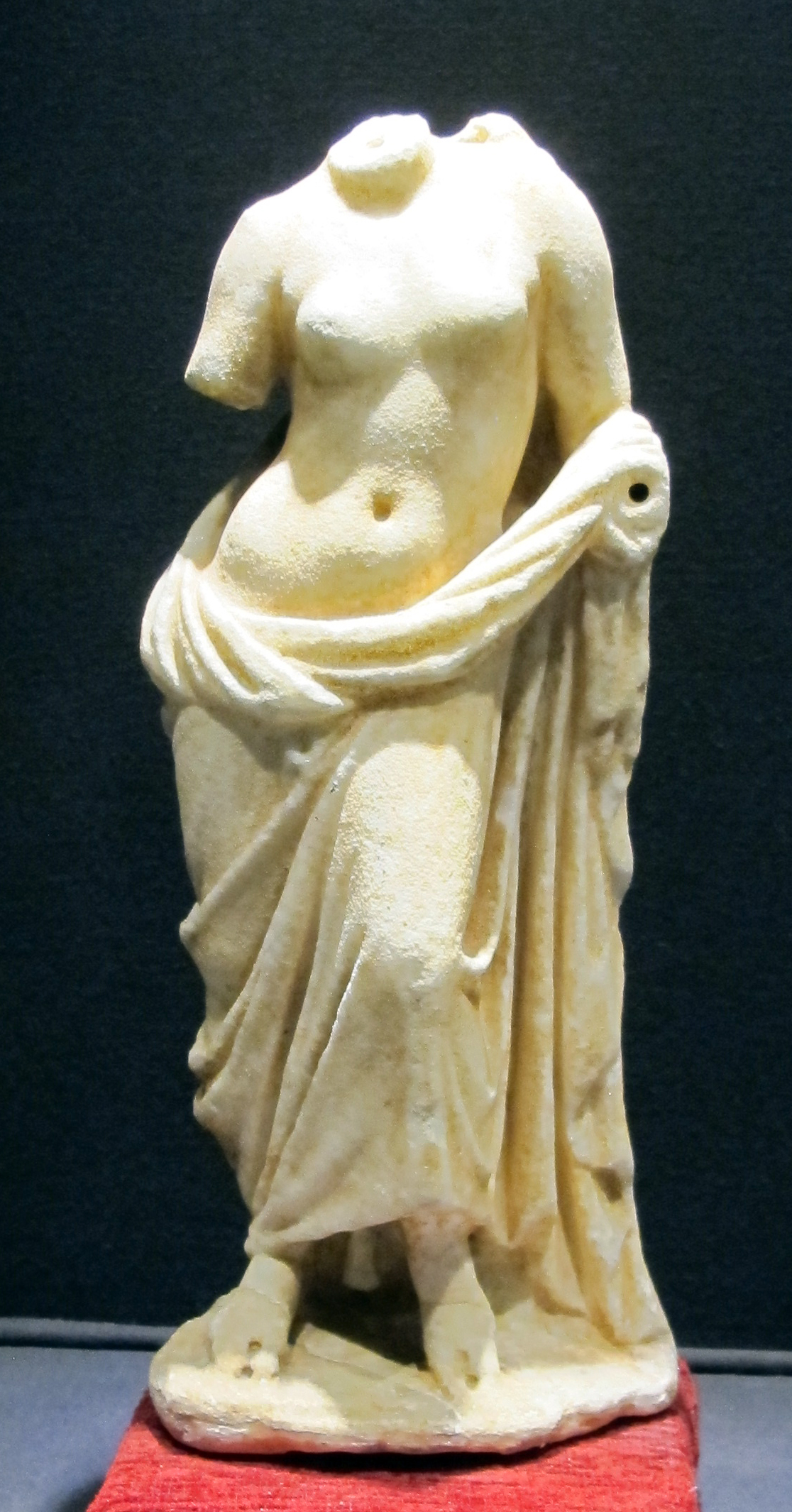
Rzymska rzeźba przedstawiająca Afrodytę
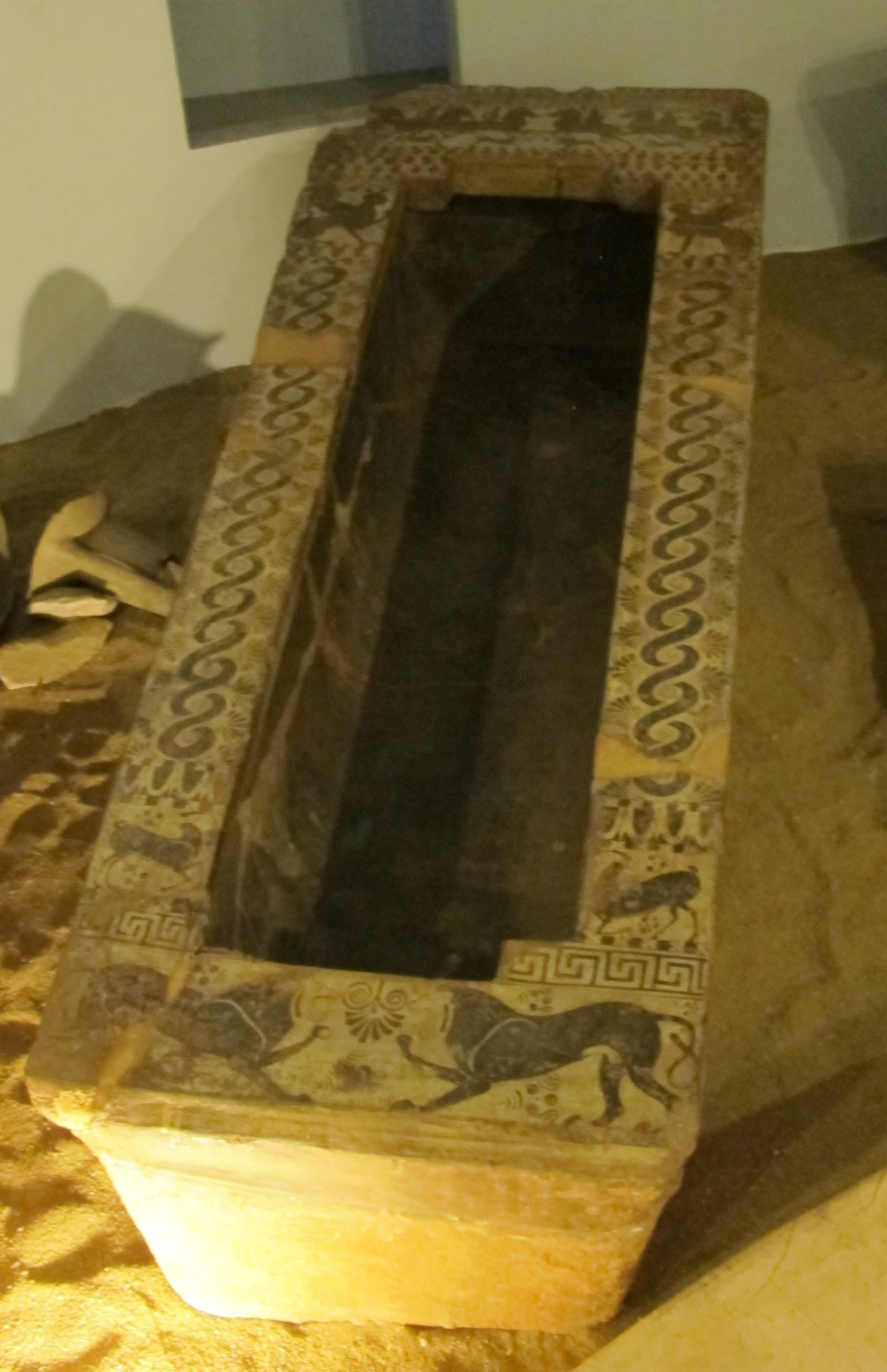
Sarkofag